# Barchi (település)
Barchi település Olaszországban, Marche régióban, Pesaro és Urbino megyében. Lakosainak száma 956 fő (2017. január 1.). Barchi Fratte Rosa, Mondavio, Orciano di Pesaro és Sant’Ippolito községekkel határos.

## Népesség
A település népessége az elmúlt években az alábbi módon változott:

| 2017 | 956 |